# Грант-Леон Ранос
Грант-Леон Ранос (вірм. Հրանտ-Լեոն Ռանոս, нар. 20 липня 2003, Герден, Німеччина) — вірменський футболіст, нападник клубу «Боруссія» (Менхенгладбах) і національної збірної Вірменії.

## Ігрова кар'єра

### Клубна
Грант-Леон Ранос пройшов через ряд молодіжних команд німецьких клубів. Серед яких були молодіжні команди «Ганновер 96» та дортмундська «Боруссія». У 2018 році нападник опинився у системі мюнхенської «Баварії». У липні 2021 року Ранос дебютував за дублюючий склад «Баварії» у Регіональній лізі. За результатами сезону 2022/23 нападник став кращим бомбардиром турніру.
У травні 2023 року футболіст підписав чотирирічний контракт з гладбахською «Боруссією».

### Збірна
У березні 2023 року Ранос отримав виклик в національну збірну Вірменії на товариську гру з командою 
 Кіпру. В своїй дебютній грі за збірну Грант-Леон відмітився дублем. Ще один дубль нападник зробив у виїзному матчі відбору до Євро 2024 проти Вельсу.

## Особисте життя
Грант-Леон народився в Німеччині в родині етнічних вірмен. Є інформація, що його справжнє прізвище Єраносян.